# Ashes (film 1916 Wolbert)
Ashes è un cortometraggio muto del 1916 diretto da William Wolbert.

## Produzione
Il film fu prodotto dalla Vitagraph Company of America.

## Distribuzione
Distribuito dalla General Film Company, il film - un cortometraggio in tre bobine - uscì nelle sale cinematografiche statunitensi il 17 giugno 1916.